# Gökhan Ünver
Gökhan Ünver (* 20. September 1985 in Şereflikoçhisar, Türkei) ist ein österreichischer Fußballspieler.

## Karriere
Ünver spielte bis 2005 für den FC Stadlau in der viertklassigen Wiener Stadtliga. Zur Saison 2005/06 wechselte er zum Regionalligisten SV Donau Wien. Sein Debüt für Donau in der Regionalliga gab er im August 2005, als er am ersten Spieltag jener Saison gegen den SC Ritzing in der Halbzeitpause für Bojan Ostrouska eingewechselt wurde. Seinen ersten Regionalligatreffer erzielte er im April 2006 bei einem 1:1-Remis gegen den Wiener Sportklub. Zu Saisonende stieg er mit Donau aus der Regionalliga ab.
Zur Saison 2006/07 wechselte er in die Türkei zum Drittligisten Sarıyer SK, für den er drei Saisonen lang aktiv war. Zur Saison 2009/10 schloss er sich Gaziantepspor an, wurde jedoch direkt an den Zweitligisten Gaziantep BB verliehen. Im September 2009 debütierte er in der TFF 1. Lig, als er am dritten Spieltag jener Saison gegen Orduspor in der Startelf stand und in der 65. Minute durch Eren Özen ersetzt wurde. Sein erstes Tor für Gaziantep BB erzielte er im November 2009 bei einem 1:0-Sieg gegen Samsunspor.
Nach dem Ende der Leihe wechselte er im Sommer 2010 zurück zum drittklassigen Sarıyer SK. In den darauffolgenden sechs Spielzeiten war er für zehn weitere Drittligisten tätig, meist verbrachte er bei jedem Verein nur ein halbes Jahr.
Zur Saison 2016/17 verließ er nach sechs Jahren die TFF 2. Lig und wechselte zum Viertligisten Batman Petrolspor. 2017 wechselte er zu Cizrespor, im Sommer 2018 schloss er sich Diyarbekirspor an. Im Jänner 2019 wechselte er zu Payasspor. Zur Saison 2019/20 wechselte er zum unterklassigen Hendekspor. Im Jänner 2020 kehrte er nach Österreich zurück und wechselte zum SC Lilienfeld, für den er allerdings aufgrund des COVID-bedingten Saisonabbruchs nie zum Einsatz kam. Zur Saison 2020/21 schloss er sich in Wien dem sechstklassigen FC Royal Persia an.